# Facebook Credits

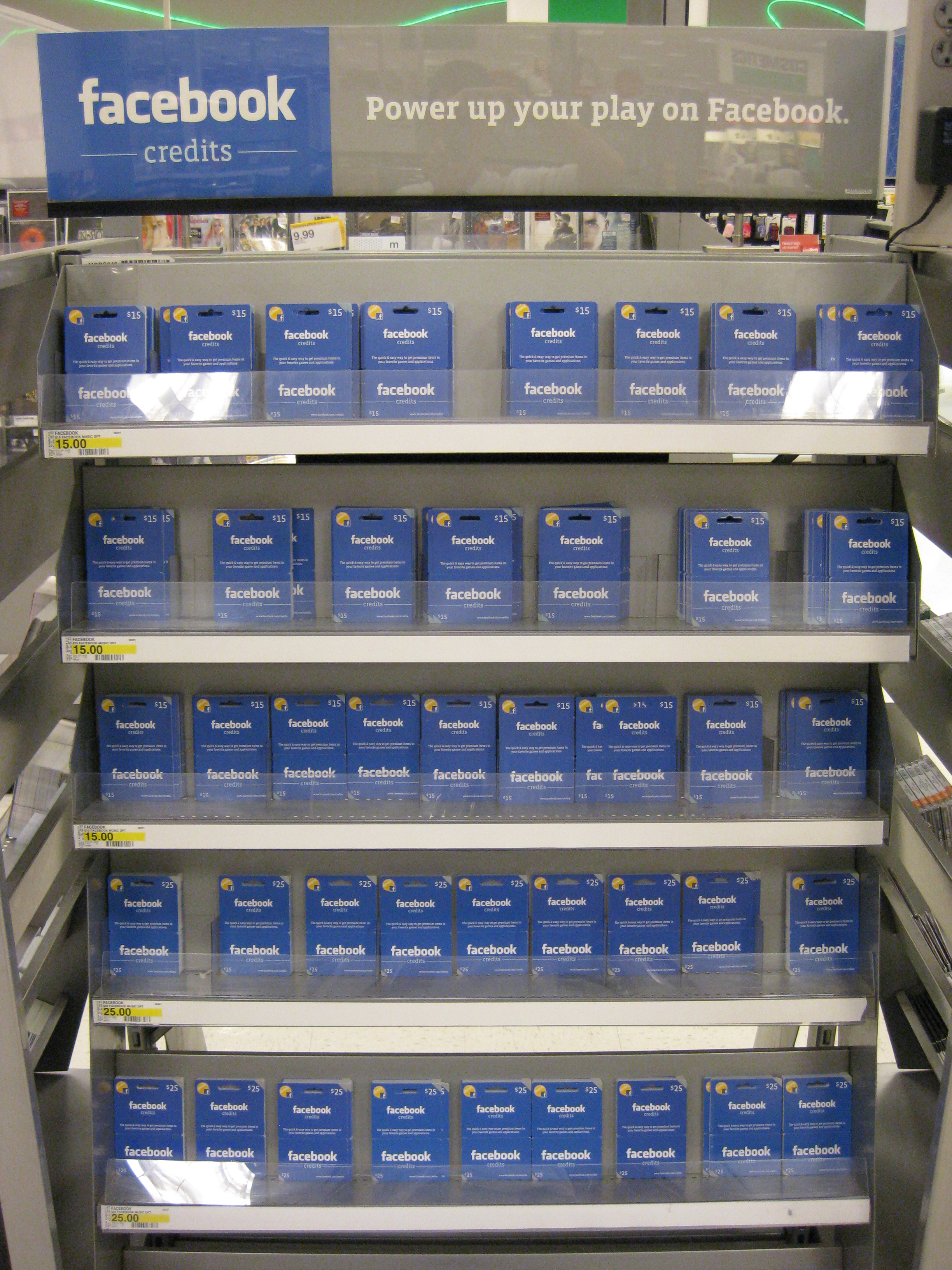
Giftcards voor Facebook Credits

Facebook Credits, ook wel Facebook-tegoedpunten genoemd, waren een virtueel geldsysteem, waarmee binnen Facebook betaald kon worden voor spelletjes en diensten.

## Achtergrond
Het creditsysteem bestond van 2009 tot september 2013. Een Amerikaanse dollar was het equivalent van 10 Facebook Credits. Facebook Credits konden in 10 soorten echt geld gekocht worden, waaronder Amerikaanse dollars, Engelse ponden, Euro's en Deense kronen. De credits werkten net zo als muntjes op de kermis. 
Facebook Credits konden gekocht worden via bijvoorbeeld PayPal, de mobiele telefoon of via andere betalingsmiddelen zoals een creditcard. Bij de grote spelletjesleverancier Zynga konden op Facebook de credits gebruikt worden om bijvoorbeeld extra zetten te kopen of een nieuw level te ontsluiten. Van de credits ging 30% naar Facebook zelf, en 70% naar de ontwikkelaars van toepassingen die de Facebook Credits accepteren als betaalmiddel.
De credits waren niet inwisselbaar voor echt geld en alleen in Facebooktoepassingen te besteden.